# دالجيت كور
دالجيت كور (مواليد 15 نوفمبر 1982) هي ممثلة هندية، أشتهرت لدورها في مسلسل من النظرة الثانية.

## روابط خارجية
- دالجيت كور على موقع IMDb (الإنجليزية)
- دالجيت كور على موقع قاعدة بيانات الفيلم (الإنجليزية)